# Käfig
Käfig (signifiant « la cage » en allemand) est une compagnie de danse créée en 1996 et toujours dirigée artistiquement par le chorégraphe et danseur de hip hop et danse contemporaine Mourad Merzouki. Elle met en avant des créations inspirées du langage des danses urbains, du hip-hop et s'ouvre à d'autres langages chorégraphiques et artistiques. 40 pièces ont été créées avec plus de 2 millions de spectateurs lors de 4000 représentations en France et 65 pays dans le monde.
Pendant 4 jours durant les Jeux Olympiques 2024 au Parc des Champions au Trocadéro devant la Tour Eiffel, la compagnie Käfig avec 30 danseurs et artistes de rue participe à quatre jours de représentations de Trokad’héros devant 55000 spectateurs.

## Spectacles de la compagnie
La compagnie Käfig est en résidence au Centre chorégraphique national de Créteil où elle produit ses spectacles :
- 1996 : Käfig
- 1997 : Génération Hip-Hop
- 1998 : Récital
- 2000 : Pas à pas
- 2001 : Dix Versions
- 2002 : Le Chêne et le Roseau
- 2003 : Mekech Mouchkin [Y’a pas de problème], composé de Récréation et Douar
- 2003 : Corps est Graphique
- 2006 : Terrain Vague
- 2008 : Tricôté
- 2008 et 2010 : Correria - Agwa
- 2010 : Boxe Boxe
- 2012 : Käfig Brasil
- 2012 : Yo Gee Ti
- 2014 : 7STEPS
- 2014 : Pixel
- 2016 : Cartes blanches
- 2017 : Boxe Boxe Brasil
- 2018 : Vertikal
- 2018 : Folia
- 2021 : Zéphyr
- 2024: Trokad’héros

## Collaborations
- 2013 : Mon cœur est un château  chorégraphie Fred Bendongué
- 2014 : Sacré printemps !  chorégraphie Aïcha M'Barek, Hafiz Dhaou
- 2016 : In Bloom chorégraphie Pierre Bolo, Annabelle Loiseau
- 2019 : Café Floor chorégraphie Mehdi Diouri
- 2023 : Affranchi(e)s  chorégraphie Amalia Salle